# Flugunfall einer Antonow An-74 bei Lensk 1991
Der Flugunfall einer Antonow An-74 bei Lensk 1991 ereignete sich am 17. September 1991. An diesem Tag stürzte eine Maschine vom Typ Antonow An-74 der Antonov Airlines, mit der ein Frachtflug vom Flughafen Lensk zum Flughafen Omsk durchgeführt werden sollte, kurz nach dem Start ab. Alle 13 Insassen an Bord starben. Es handelte sich um den ersten Unfall einer Maschine dieses Typs, der mit Todesopfern sowie einem Totalverlust des Flugzeugs verbunden war.

## Maschine
Bei der Maschine handelte es sich um eine Antonow An-74, die 1989 von Antonow gebaut und seitdem durchgehend von dem Flugzeughersteller mit dem Luftfahrzeugkennzeichen CCCP-74002 betrieben wurde. Die Maschine trug die Werknummer 36547070682 und die Modellseriennummer 07-03. Das zweistrahlige Transportflugzeug war mit zwei Turbofantriebwerken des Typs Lotarjow D-36-2A ausgestattet. Bis zum Zeitpunkt des Unfalls hatte die Maschine eine Gesamtbetriebsleistung von 923 Betriebsstunden absolviert, auf die 552 Starts und Landungen (= Flugzyklen) entfielen.

## Insassen, Flugplan und Fracht
An Bord der Maschine befanden sich eine siebenköpfige Besatzung und sechs Passagiere. Mit der Maschine wurde an dem Tag ein Frachtflug von Petropawlowsk-Kamtschatski durchgeführt, wobei Zwischenstopps in Lensk und Omsk vorgesehen waren. Der Start zu dem Nachtflug erfolgte am späten Abend des 16. September 1991. Auf dem Flug sollte eine Ladung Fisch transportiert werden. 

## Unfallhergang
Nachdem der erste Flugabschnitt ohne besondere Vorkommnisse geflogen worden war, startete die Maschine um 01:20 Uhr Ortszeit von der Startbahn 25 des Flughafens Lensk zum Weiterflug. Die Maschine hob bei einer Geschwindigkeit von 225 km/h ab und die Piloten fuhren das Fahrwerk ein. Die Antonow stieg daraufhin mit einer Vertikalgeschwindigkeit von fünf bis sechs Metern pro Sekunde. Während sich kurz darauf die Fluggeschwindigkeit auf 240 bis 260 km/h erhöhte, begann die vertikale Steiggeschwindigkeit zu sinken, bis sie einen Wert von 0,94 Metern pro Sekunde erreichte. In einer Höhe von 75 Metern über dem Startbahnende und 85 Metern laut Funkhöhenmesser wurden die Auftriebshilfen bei einer Fluggeschwindigkeit von 260 km/h eingefahren. Die Maschine begann dann, in einem flachen Winkel mit einer Vertikalgeschwindigkeit von 3,5 Metern pro Sekunde zu sinken. Als die Auftriebshilfen vollständig eingefahren waren und die Maschine sich 2575 Meter hinter dem Ende der Startbahn 25 befand und sich mit einer Geschwindigkeit von 330 km/h bewegte, begann die Antonow wieder zu steigen. Die Vertikalgeschwindigkeit stieg auf sechs Meter pro Sekunde. Die Steigrate reichte allerdings nicht mehr aus, um Hindernisse entlang des Flugwegs zu überfliegen. Die Maschine flog auf einen 133 Meter hohen Hügel zu. Etwa 98 Sekunden nach Beginn des Startlaufs streifte die Antonow in 3903 Metern Entfernung vom Startbahnende, in einer Höhe von 105 Metern sowie 343 Meter links von der Anfluggrundlinie die Wipfel von 22 Meter hohen Bäumen, die an dem vorausliegenden Hügel wuchsen, schlug schließlich auf dem Hang auf, brach auseinander und brannte aus. Alle 13 Insassen des Transportflugzeugs kamen dabei ums Leben. 

## Ursache
Es wurde festgestellt, dass die Maschine beim Start massiv überladen gewesen war. Sie wog 42 Tonnen statt der maximal zulässigen 34,5 Tonnen. Die Auftriebshilfen seien zudem verfrüht eingefahren worden, wodurch es zum schnellen Höhenverlust und dem Absturz kam. Die Piloten hätten beim Einfahren der Auftriebshilfen die Flughöhe und Fluggeschwindigkeit der Maschine nicht ausreichend berücksichtigt, was eine Folge ihrer mangelhaften Ausbildung gewesen war. Die Ermittler waren darüber hinaus der Ansicht, dass der Besatzung die Hügel hinter der Landebahn aufgrund der mangelhaft durchgeführten Flugvorbereitung möglicherweise nicht bekannt gewesen waren.